# Hjorteds kyrka
Hjorteds kyrka är en kyrkobyggnad som tillhör Hjorteds församling i Linköpings stift. Kyrkan ligger vid sjön Hjortens strand i samhället Hjorted, Västerviks kommun.

## Kyrkobyggnaden
Föregående kyrkobyggnad var en träkyrka uppförd på medeltiden. Kyrkan bestod av ett rektangulärt långhus med ett smalare rakt avslutat kor i öster. I söder fanns ett vapenhus och i väster ett kyrktorn.
Nuvarande stenkyrka uppfördes 1775–1778 och invigdes 8 oktober 1780.
Kyrkan består av rektangulärt långhus med tresidigt kor i öster och torn i väster. I norr finns en tresidigt avslutad sakristia.
Ytterväggarna är spritputsade och gulmålade. Långhusets mansardtak är belagt med galvaniserad stålplåt. Torntaket är belagt med träspån och kröns med en åttakantig lanternin.

## Inventarier
- En dopfunt från 1200-talet är tillverkad på Gotland. År 1958 hittades dopfunten nedgrävd vid kyrkans torn.
- Ett triumfkrucifix är från 1300-talet.
- Altaruppsatsen är skänkt till kyrkan 1712.

## Orgel
- Ursprungliga orgeln fanns i gamla kyrkan. Ett nytt orgelverk om 12 stämmor på två manualer levererades 1904 av E. A. Setterquist & Son, Örebro. År 1968 byggdes orgeln om av A. Magnusson Orgelbyggeri AB, Göteborg. Tillhörande fasad byggdes 1778 och renoverades år 2000.

| Man I. Huvudverk | Man II. Bröstverk (sv) | Pedal        | Koppel |
| ---------------- | ---------------------- | ------------ | ------ |
| Principal 8'     | Gedackt 8'             | Subbas 16'   | II/I   |
| Rörflöjt 8'      | Koppelflöjt 4'         | Principal 8' | II/P   |
| Oktava 4'        | Principal 2'           | Koralbas 4'  | I/P    |
| Kvinta 2 2/3'    | Sifflöjt 1'            | Rörflöjt 2'  |        |
| Waldflöjt 2'     | Cymbel 3 chor          | Fagott 16'   |        |
| Mixtur 4 chor    | Sesquialtera 2 chor    |              |        |
| Trumpet 8'       | Tremulant              |              |        |

- En kororgel köptes in 1977 av J. Künkels Orgelverkstad.

| Manual C-f3  | Bihängd pedal C-d1 |
| ------------ | ------------------ |
| Gedackt 8'   |                    |
| Rörflöjt 4'  |                    |
| Principal 2' |                    |
| Oktava 1'    |                    |

### Webbkällor
- anläggningspresentation
- byggnadspresentation
- Wikimedia Commons har media som rör Hjorteds kyrka.